# Nerv pudendal

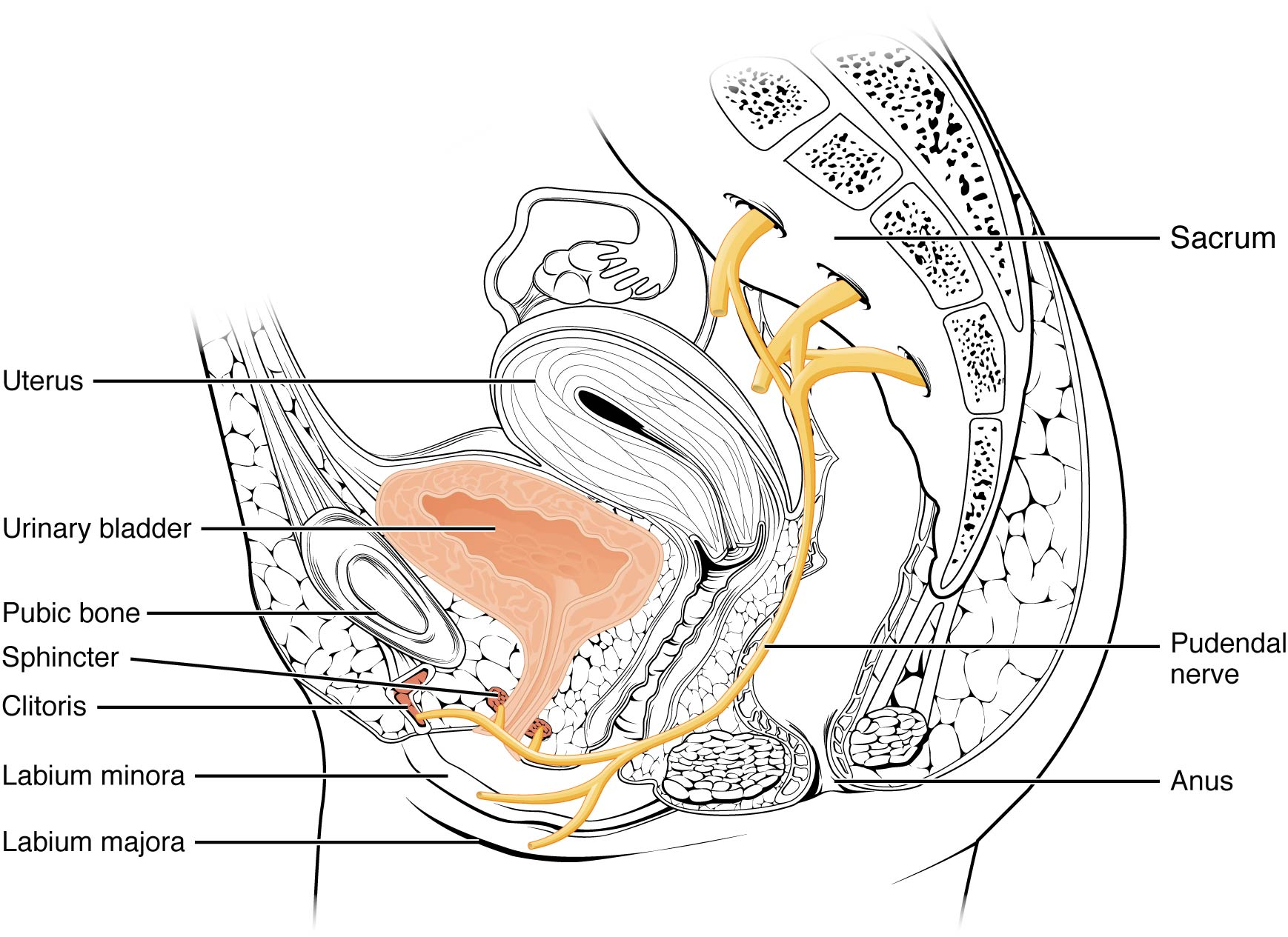
Ramificarea nervului pudendal în bazinul feminin

Ramificarea nervului pudendal în bazinul masculin

Nervul pudendal (învechit: nerv rușinos) reprezintă ramura cea mai mare a plexului sacral, servește ca sursă principală de inervație a mușchilor și tegumentului perineului. Nervul pudendal ia naștere din fibre provenite din ramurile anterioare ale nervilor sacrali I, II și III. Are funcții motorie și senzorială.
Nerv pudendal iese din pelvis prin spațiul infrapiriform al marii scobituri ischiadice, înconjoară spina ischiadică și reintră în pelvis prin mica scobitură ischiadică. Se orientează apoi anterior și superior, însoțind venele pudendale interne de-a lungul peretelui lateral al fosei ischiorectale, acoperit de o foiță provenită din fascia obturatoare și se împarte ulterior dând naștere nervilor perineali. Înainte de a se diviza dă naștere nervilor anali sau rectali inferiori.

## Ramificări
Nervul pudendal se divizează în mai mute ramuri (unele în funcție de sex):
Ramificări ale nervului pudendal comune pentru ambele sexe:
- nervi rectali inferiori – inervează: mușchii rectali inferiori, mușchiul sfincter anal extern și pielea regiunii orificiului anal;
- nervi perineali – inervează: mușchii ischiocavernos, bulbospongios, transvers perineal superficiali și profunzi, pielea perineului.

Ramificări ale nervului pudendal specifice pentru fiecare sex (omoloage):
| Femeie (♀)                  | Bărbat (♂)               | Observații                                     |
| --------------------------- | ------------------------ | ---------------------------------------------- |
| Nerv labial posterior       | Nerv scrotal posterior   | inervează labiile vaginale (♀) sau scrotul (♂) |
| Nerv dorsal al clitorisului | Nerv dorsal al penisului | inervează clitorisul (♀) sau penisul (♂)       |